# 7790 Miselli
7790 Miselli (1995 DK2) là một tiểu hành tinh vành đai chính.